# Sanry-sur-Nied
Sanry-sur-Nied (Duits: Sanry an der Nied) is een gemeente in het Franse departement Moselle in de regio Grand Est en telt 895 inwoners (1999).

## Geschiedenis
De gemeente maakte deel uit van het kanton Pange in het arrondissement Metz-Campagne tot op 22 maart 2015 beide werden opgeheven. Sanry-sur-Nied werd opgenomen in het nieuwgevormde kanton Le Pays Messin, dat onderdeel werd van het arrondissement Metz.

## Geografie
De oppervlakte van Sanry-sur-Nied bedraagt 4,8 km², de bevolkingsdichtheid is 71,5 inwoners per km² en de gemeente telt 343 inwoners (1999).
De onderstaande kaart toont de ligging van Sanry-sur-Nied met de belangrijkste infrastructuur en aangrenzende gemeenten.

## Demografie
Onderstaande figuur toont het verloop van het inwonertal (bron: INSEE-tellingen).